# Trichomonascus apis
Trichomonascus apis är en svampart som beskrevs av G. Péter, Tornai-Leh. & Dlauchy 2009. Trichomonascus apis ingår i släktet Trichomonascus och familjen Trichomonascaceae.   Inga underarter finns listade i Catalogue of Life.